# Cerdanyola Club Hoquei
El Cerdanyola Club d'Hoquei (Cerdanyola CH) és un club d'hoquei patins de Cerdanyola del Vallès, Vallès Occidental, fundat el setembre de 1936. És el club degà de l'hoquei patins a l'estat espanyol.
Actualment, tant el seu equip masculí com l'equip femení competeix a la màxima categoria, l'Ok Lliga Masculina i l'Ok Lliga Femenina, respectivament.
La secció de patinatge artístic va ser creada l'any 1970.
La temporada 2009-10 l'equip femení va guanyar la lliga i la copa, mentre que el primer equip masculí renunciava a la categoria (Primera Espanyola) per temes econòmics i descendia a Nacional Catalana. No seria fins a la temporada 2022-23 que el primer equip masculí no tornaria a Ok Lliga Plata, aconseguint l'ascens a Ok Lliga la temporada 2024-2025 després de vèncer al Play-off d'ascens al CP Manlleu, retornant a la màxima categoria 18 anys després.

## Els símbols

### El color verd
El Cerdanyola CH ha competit amb samarretes de color verd d'ençà la seva fundació l'any 1936. La família d'un dels integrants d'aquella plantilla, el jugador Josep Maria Aloy, era fabricant de gènere de punt i tenia un estoc de tela de color verd que va regalar al club. Així és com es converteix en el color icònic de l'entitat, fins al punt que es contagia a altres entitats del poble i la mateixa bandera de Cerdanyola, creada l'any 1987.

### L'escut
El Cerdanyola CH ha lluït quatre escuts diferents des de la seva fundació, tot i que el disseny s'ha mantingut pràcticament inalterat des de 1945. .

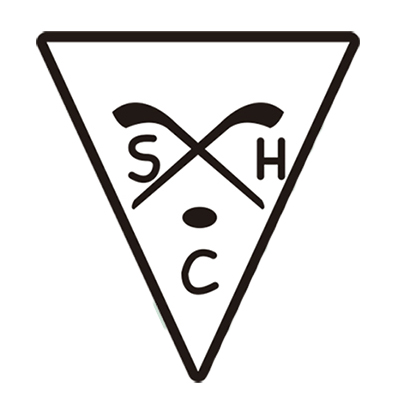
Primer escut del Cerdanyola C.H.

L'escut original fou un triangle invertit que incloïa les sigles S.H.C. i el grafisme de dos estics i un disc d'hoquei. Al 1945, adquirí forma romboïdal i adoptà elements gràfics de major complexitat. Les sigles S.H.C. guanyaren pes i passaren a ocupar-ne la part central, mentre que els estics es traslladaren a la part posterior del conjunt. L'any 1945 naixé l'escut que serví d'inspiració per la versió actual. Incloïa elements distintius de la vila de Cerdanyola. A l'interior, una imatge del patró municipal, Sant Martí, emmarcada en un quadrat blanc flanquejat per dos estics. També el fons quadribarrat de la Senyera de Catalunya. Per timbre, una corona en al·lusió al marquesat de Cerdanyola. D'aleshores ençà, només s'ha revisat el traç de l'escut per fer-lo més vigorós, s'ha aplicat un fons verd a la imatge de Sant Martí i s'ha simplificat el disseny de la corona.

## La pista
El Cerdanyola CH juga els seus partits oficials al Pavelló Municipal Can Xarau, amb capacitat per 952 espectadors asseguts. Es troba a la Zona Esportiva Municipal Can Xarau, on l'equip també hi té la seu social i fa ús de tres pistes més pels entrenaments i partits de les seves diferents plantilles: la Boina, la Verda i la Blanca.
L'equip ha jugat a quatre pistes diferents al llarg dels anys, sempre dins el terme municipal de la vila. La primera pista era al Club Cordelles, situat a l'actual Parc Cordelles. Des del final de la Guerra Civil fins a l'any 1953, l'equip es va traslladar a la pista del Cerdanyola Gran Casino, situada al carrer de Santa Anna.
L'any 1952 van començar les obres de la nova pista de la plaça d'Enric Granados, als terrenys que ara ocupa la Biblioteca Central del municipi. L'any 1967, catorze anys després, la pista va passar a titularitat municipal.
L'any 1976, l'equip es va traslladar al Pavelló Municipal de Can Xarau. Des de llavors, és on hi ha disputat els seus partits oficials, inclosa l'anada de la final de la Copa de la CERS de 1985, on el club va empatar 3 a 3 davant el Hockey Novara abans de cedir a la tornada a terres italianes.
L'any 2007, sota l'alcaldia d'Antoni Morral, s'impulsà una obra de remodelació que canvià la ubicació de l'entrada principal del pavelló per traslladar-la al carrer de les Camèlies, i fer així que coincidís amb la entrada habitual del ZEM Can Xarau. Això comportà l'enderrocament d'una façana, el trasllat del marcador a la paret oposada i la creació d'un ampli vestíbul d'entrada.
L'any 2017, sota l'alcaldia de Carles Escolà impulsà una remodelació del pavelló per actualitzar-lo i adequar-lo als nous temps. Les obres duraren mig any i el pavelló reobrí al març de 2018 amb un nou nom: Can Xarau Paco Arpide. Un homenatge al desaparegut Paco Arpide, president del Club Patinatge Artístic de Cerdanyola, mort l'abril de 2016 d'un infart durant la cerimònia de cloenda del Campionat d'Espanya de Figures Obligatòries, que se celebrava al mateix pavelló.

## Història

### Inicis
La pràctica de l'hoquei patins a Cerdanyola va començar l'any 1934, quan a l'antiga pista del Parc Cordelles s'hi van començar a jugar els primers partits de forma informal.
El setembre del 1936, es va fundar el Cerdanyola Club d'Hoquei, fet que el converteix en l'equip degà de l'estat espanyol. El seu primer president fou Francesc Mariner Alsina. El primer partit es va celebrar contra el Luna HC. Els jugadors del Cerdanyola CH van ser: Emilio Albiñana, Esteve Humet, Francisco Josep Maria Cabot, Jordi Cabot i Josep Maria Aloy.
En acabar la guerra, es va formar una comissió gestora per tal de constituir una nova junta directiva. 21 socis assistiren a l'assemblea del 20 d'octubre de 1940, on, entre altres decisions, prengueren la determinació d'inscriure el club al registre de societats.

### Creixement i èxit
L'any 1937, el Cerdanyola CH va vèncer el Campionat de Catalunya de segona categoria en la seva primera participació. L'equip també fou subcampió al Campionat de Catalunya. Es té constància de que a la final s'hi van desplaçar dos autocars d'aficionats vallesans. També és important notar que ja aleshores el Cerdanyola fou pioner en concentrar els seus jugadors abans d'un partit, pràctica fins aleshores inèdita a l'hoquei.
La temporada 1941-1942, el Cerdanyola va vèncer el prestigiós torneig Copa Germans Pironti, un dels títols més importants de l'època. Va derrotar a la final al Girona HC per 4-2. Repetiria el títol la temporada 1943-1944.
Al juny de 1944, el club va debutar al Campionat d'Espanya. Els partits es van disputar als jardins de Piscines i Esports de Barcelona, al districte de Sarrià-Sant Gervasi. El Cerdanyola va a arribar fins a la final, on va caure davant el RCD Espanyol per 4-1.
L'any 1945, amb el canvi del disc per la bola, el Cerdanyola CH va guanyar el Campionat de Catalunya de primera categoria.
L'any 1973, el Cerdanyola va arribar fins a la final del Campionat d'Espanya (l'actual Copa del Rei). El club va caure per 4 a 3 davant el Reus. El partit es va celebrar a Mieres, Asturias.
Els anys 1979, 1980 i 1981, el Cerdanyola es va proclamar campió de manera consecutiva de la Copa Catalunya.
L'any 1985, el Cerdanyola va aconseguir la seva major fita esportiva: arribar fins a la final de la Copa de la CERS, la competició europea d'hoquei patins de més prestigi. La final, a doble partit, fou contra l'equip italià del Hockey Novara, que aleshores era considerat com el millor equip del moment. La anada a Cerdanyola va acabar amb un empat a 3. La tornada va decantar la balança pels italians amb un 7 a 4 definitiu.

## Classificació per temporades

### Temporada per temporada
Equip masculí
| Temporada | Categoria                   | Lliga                                  | Posició                     | Copes                               |
| --------- | --------------------------- | -------------------------------------- | --------------------------- | ----------------------------------- |
| 1936-1937 | 2a                          | Campionat de Catalunya de 2a Categoria | 1r (ascens)                 | Subcampió Campionat català          |
| 1937-1938 | No es disputen competicions | No es disputen competicions            | No es disputen competicions | No es disputen competicions         |
| 1938-1939 | No es disputen competicions | No es disputen competicions            | No es disputen competicions | No es disputen competicions         |
| 1939-1940 | 1a                          | Campionat de Catalunya                 | 2n                          |                                     |
| 1940-1941 | 1a                          | Campionat de Catalunya                 | 2n                          | Campió Copa Germans Pironti         |
| 1941-1942 | 1a                          | Campionat de Catalunya                 | 6è                          |                                     |
| 1942-1943 | 1a                          | Campionat de Catalunya                 | 6è                          |                                     |
| 1943-1944 | 1a                          | Campionat de Catalunya                 | 3r                          | Campió Copa Germans Pironti         |
| 1943-1944 | 1a                          | Campionat de Catalunya                 | 3r                          | Subcampió Copa del Generalíssim     |
| 1944-1945 | 1a                          | Campionat de Catalunya                 | 1r                          | Subampió Copa Germans Pironti       |
| 1945-1946 | 1a                          | Campionat de Catalunya                 | 8è                          |                                     |
| 1946-1947 | 1a                          | Campionat de Catalunya                 | 8è                          |                                     |
| 1947-1948 | 1a                          | Campionat de Catalunya                 | 6è                          |                                     |
| 1948-1949 | 1a                          | Campionat de Catalunya                 | 9è                          |                                     |
| 1949-1950 | 1a                          | Campionat de Catalunya                 | 12è                         |                                     |
| 1950-1951 | 1a                          | Campionat de Catalunya                 | 11è                         |                                     |
| 1951-1952 | 1a                          | Campionat de Catalunya                 | 11è                         |                                     |
| 1952-1953 | 1a                          | Campionat de Catalunya                 | 7è                          |                                     |
| 1953-1954 | 1a                          | Campionat de Catalunya                 | 5è                          | Semifinalista Copa del Generalíssim |
| 1954-1955 | 1a                          | Campionat de Catalunya                 | 3r                          |                                     |
| 1955-1956 | 1a                          | Campionat de Catalunya                 | 2n                          |                                     |
| 1956-1957 | 1a                          | Campionat de Catalunya                 | 4t                          |                                     |
| 1957-1958 | 1a                          | Campionat de Catalunya                 | 5è                          |                                     |
| 1958-1959 | 1a                          | Campionat de Catalunya                 | 12è                         |                                     |
| 1959-1960 | 1a                          | Campionat de Catalunya                 | 11è                         |                                     |
| 1960-1961 | 1a                          | Campionat de Catalunya                 | 12è                         |                                     |
| 1961-1962 | 1a                          | Campionat de Catalunya                 | 7è                          |                                     |
| 1962-1963 | 1a                          | Campionat de Catalunya                 | 5è                          |                                     |
| 1963-1964 | 1a                          | Campionat de Catalunya                 | 13è (descens)               |                                     |
| 1964-1965 | 2a                          | Segona Divisió Nacional                | 2n (ascens)                 |                                     |
| 1965-1966 | 1a                          | Lliga Nacional                         | 6è                          |                                     |
| 1966-1967 | 1a                          | Lliga Nacional                         | 13è (descens)               |                                     |
| 1967-1968 | 2a                          | Segona Divisió Nacional                | 1r (ascens)                 |                                     |
| 1968-1969 | 1a                          | Lliga Nacional                         | 11è                         |                                     |
| 1969-1970 | 1a                          | Divisió d'honor                        | 8è                          |                                     |
| 1970-1971 | 1a                          | Divisió d'honor                        | 10è                         |                                     |
| 1971-1972 | 1a                          | Divisió d'honor                        | 6è                          |                                     |
| 1972-1973 | 1a                          | Divisió d'honor                        | 5è                          | Subcampió Copa del Generalíssim     |
| 1973-1974 | 1a                          | Divisió d'honor                        | 4t                          |                                     |
| 1974-1975 | 1a                          | Divisió d'honor                        | 3r                          |                                     |
| 1975-1976 | 1a                          | Divisió d'honor                        | 14è (descens)               |                                     |
| 1976-1977 | 2a                          | Primera Divisió                        | 1r (ascens)                 |                                     |
| 1977-1978 | 1a                          | Divisió d'honor                        | 7è                          |                                     |
| 1978-1979 | 1a                          | Divisió d'honor                        | 5è                          | Campió Copa Catalunya               |
| 1979-1980 | 1a                          | Divisió d'honor                        | 8è                          | Campió Copa Catalunya               |
| 1980-1981 | 1a                          | Divisió d'honor                        | 11è                         | Campió Copa Catalunya               |
| 1981-1982 | 1a                          | Divisió d'honor                        | 12è                         |                                     |
| 1982-1983 | 1a                          | Divisió d'honor                        | 12è                         |                                     |
| 1983-1984 | 1a                          | Divisió d'honor                        | 6è                          |                                     |
| 1984-1985 | 1a                          | Divisió d'honor                        | 6è                          | Subcampió Copa de la CERS           |
| 1985-1986 | 1a                          | Divisió d'honor                        | 8è                          |                                     |
| 1986-1987 | 1a                          | Divisió d'honor                        | 12è (descens)               |                                     |
| 1987-1988 | 2a                          | Primera Divisió                        | 3r                          |                                     |
| 1988-1989 | 2a                          | Primera Divisió                        | 9è                          |                                     |
| 1989-1990 | 2a                          | Primera Divisió                        | 5è                          |                                     |
| 1990-1991 | 2a                          | Primera Divisió                        | 3r (ascens)                 |                                     |
| 1991-1992 | 1a                          | Divisió d'honor                        | 13è (descens)               |                                     |
| 1992-1993 | 2a                          | Primera Divisió                        | 4t                          |                                     |
| 1993-1994 | 2a                          | Primera Divisió                        | ??                          |                                     |
| 1994-1995 | 2a                          | Primera Divisió                        | 4t                          |                                     |
| 1995-1996 | 2a                          | Primera Divisió                        | 1r (ascens)                 |                                     |
| 1996-1997 | 1a                          | Divisió d'honor                        | 15è (descens)               |                                     |
| 1997-1998 | 2a                          | Primera Divisió                        | 3r                          |                                     |
| 1998-1999 | 2a                          | Primera Divisió                        | ??                          |                                     |
| 1999-2000 | 2a                          | Primera Divisió                        | 8è                          |                                     |
| 2000-2001 | 2a                          | Primera Divisió                        | 4t                          |                                     |
| 2001-2002 | 2a                          | Divisió d'honor                        | 4t                          |                                     |
| 2002-2003 | 2a                          | Primera Divisió                        | 5è                          |                                     |
| 2003-2004 | 2a                          | Primera Divisió                        | 8è                          |                                     |
| 2004-2005 | 2a                          | Primera Divisió                        | 5è                          |                                     |
| 2005-2006 | 2a                          | Primera Divisió                        | 4t                          |                                     |
| 2006-2007 | 2a                          | Primera Divisió                        | 3r (ascens)                 | Semifinalista Copa de la Princesa   |
| 2007-2008 | 1a                          | Ok Lliga                               | 14è (descens)               |                                     |
| 2008-2009 | 2a                          | Primera Divisió                        | 7è                          |                                     |
| 2009-2010 | 2a                          | Primera Divisió                        | 8è (renúncia categoria)     |                                     |
| 2010-2011 | 3a                          | Lliga Nacional Catalana                | 13è                         |                                     |
| 2011-2012 | 3a                          | Lliga Nacional Catalana                | 14è (descens)               |                                     |
| 2012-2013 | 4a                          | Primera Catalana                       | 1r (ascens)                 | Campió Copa Primera Catalana        |
| 2013-2014 | 3a                          | Lliga Nacional Catalana                | 3r                          |                                     |
| 2014-2015 | 3a                          | Lliga Nacional Catalana                | 14è (descens)               |                                     |
| 2015-2016 | 4a                          | Primera Catalana                       | 6è (ascens plaça vacant)    |                                     |
| 2016-2017 | 3a                          | Lliga Nacional Catalana                | 14è (descens)               |                                     |
| 2017-2018 | 4a                          | Primera Catalana                       | 6è (ascens per Playoff)     |                                     |
| 2018-2019 | 3a                          | Lliga Nacional Catalana                | 9è                          | Semifinalista Copa Generalitat      |
| 2019-2020 | 3a                          | Lliga Nacional Catalana                | 11è                         |                                     |
| 2020-2021 | 3a                          | Lliga Nacional Catalana                | 2n                          |                                     |
| 2021-2022 | 3a                          | Lliga Nacional Catalana                | 2n (ascens plaça vacant)    | Campió Copa Generalitat             |
| 2022-2023 | 2a                          | Ok Plata                               | 8è                          | Campió Supercopa Catalunya          |
| 2023-2024 | 2a                          | Ok Plata                               | 4t                          |                                     |
| 2024-2025 | 2a                          | Ok Plata                               | 1r (ascens)                 | Semifinalista Copa de la Princesa   |
| 2025-2026 | 1a                          | Ok Lliga                               | Per començar                |                                     |

Participacions a Europa
| Temporada | Competició      | Posició   | Últim rival   | Resultat  |
| --------- | --------------- | --------- | ------------- | --------- |
| 1984-1985 | Copa de la CERS | Subcampió | Hockey Novara | 4-4 / 7-4 |

### Resum de temporades
- 48 Temporades a la Primera Categoria
  - 24 temporades al Campionat de Catalunya (1a Categoria)
  - 3 temporades a la Lliga Nacional
  - 21 temporades a la Divisió d'Honor / Ok Lliga
- 27 Temporades a la Segona Categoria
  - 1 temporada al Campionat de Catalunya de 2a Categoria
  - 2 temporades a Segona Divisió Nacional
  - 24 temporades a Primera Divisió / Ok Plata
- 9 Temporades a la Tercera Categoria
  - 9 temporades a la Lliga Nacional Catalana
- 3 Temporades a la Quarta Categoria
  - 3 temporades a Primera Catalana

## Palmarès
Categoria masculina

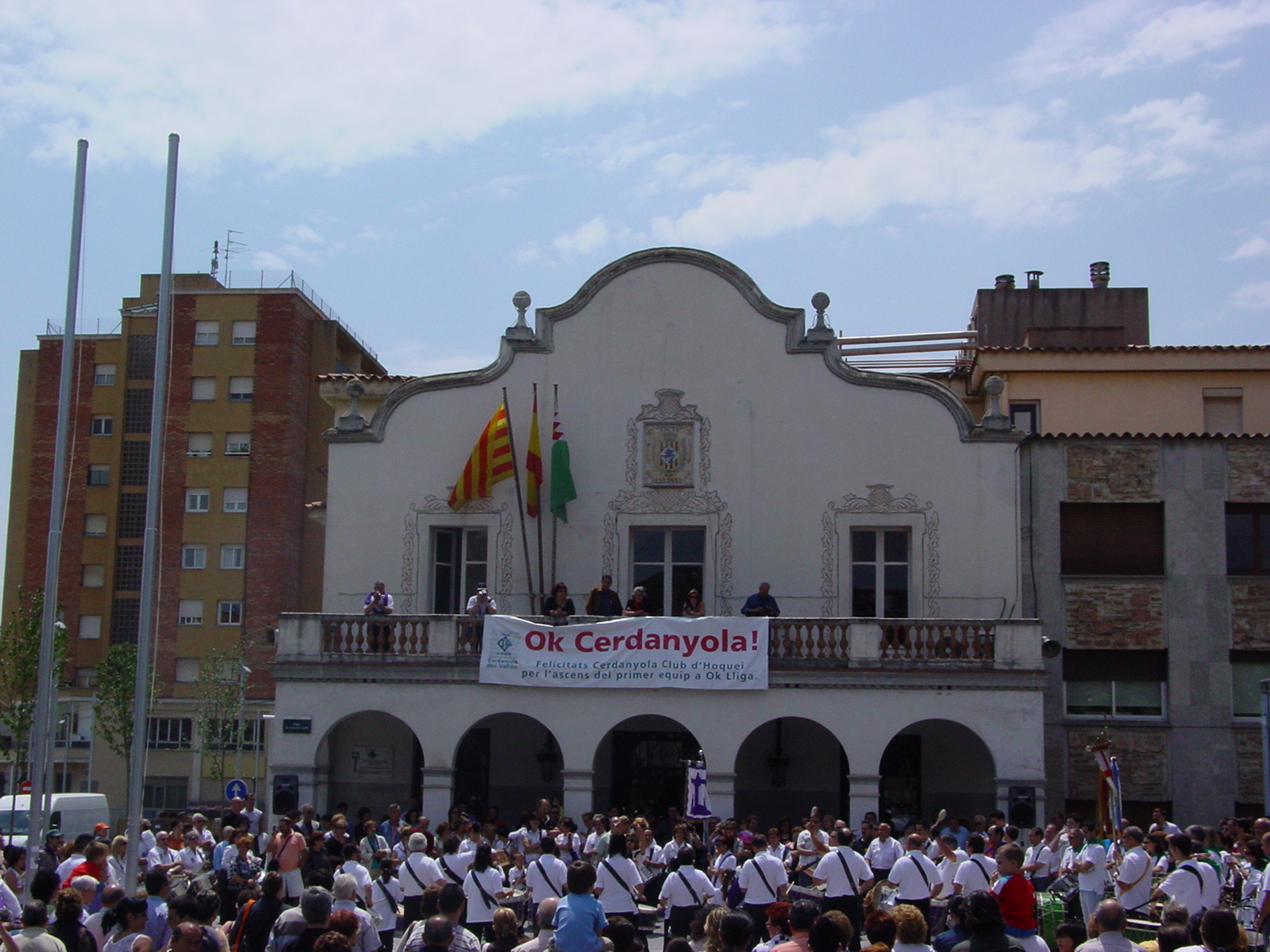
Missatge d'agraïment a l'Ajuntament de Cerdanyola el 2007

- 1 Campionat de Catalunya d'hoquei patins (1945)
- 1 Copa de la Lliga de Primera Catalana (2013)[11]
- 1 Campionat de Catalunya de 2a Categoria (1937)
- 3 Copes de Catalunya (1979, 1980, 1981)
- 2 Copes Germans Pironti (1941, 1944)
- Subcampions de la Copa del Generalíssim (1944)
- Subcampions de la Copa de la CERS (1985)[12][13]
- 1 Copa Generalitat (2022)[14]
- 1 Supercopa Catalana (2022)

Categoria femenina
- 2 Copes de la Lliga Femenina (2008/2009, 2014/2015)[15][16]
- 1 Copa Generalitat (2015)[17]
- 1 Supercopa Catalana (2010)[18]
- 1 Lliga Catalana (2024)
- 1 Lliga espanyola d'hoquei patins femenina (2009-10)
- 1 Copa espanyola d'hoquei patins femenina (2009-10)

## Rivalitats
El rival històric del Cerdanyola H és el HC Sentmenat, amb qui disputen el que és conegut com el Derbi del Vallès d'hoquei sobre patins. Aquesta rivalitat es deu al fet que durant les dècades dels 70 i 80 eren els dos equips del Vallès Occidental que disputaven regularment a la màxima categoria i disputaven competicions europees. 
Recentment, des de la irrupció del PHC Sant Cugat a les categories estatals (2012), tant en categoria masculina com femenina, s'ha generat una nova rivalitat amb el club de la ciutat veïna.

## Agermanaments
L'any 2011, el Cerdanyola CH s'agermanaria amb el club italià del  Hockey Novara, amb el que van disputar la final de la Copa CERS la temporada 1984-1985.
L'acte seria en motiu del 75è aniversari del Cerdanyola, on els jugadors que havien disputat la final de la Copa de la CERS l'any 1985 entre el Cerdanyola i el Novara es van tornar a enfrontar a la pista, 26 anys més tard.
A l'any 2014, el Novara convidaria al primer equip masculí del Cerdanyola al Torneo Internazionale Azzurra Hockey Novara, en motiu del seu 90è aniversari, on el club vallesà quedaria 2n classificat.

## Jugadors destacats
- Josep Oriol Humet[25]
- Lluís Humet i Palet[25]
- Marc Humet i Palet
- Miquel Pagès i Bauzà[25]
- Josep Maria Pont i Costa[25]
- Roger Rocasalbas i Argemí[25]
- Carles Trullols i Clemente[25]
- Robert Vilella i Llort[25]
- Laia Salicrú i Moscoso
- Adriana Gutiérrez Valero
- Marc Coy Grau
- Gemma Solé Adell
- Sergi Miras i Valero